# 대한민국 형법 제68조
대한민국 형법 제68조는 금고와 구류에 대한 형법총칙의 조문이다.

## 조문
제68조(금고와 구류) 금고와 구류는 형무소에 구치한다.

## 참고 문헌
- 신이철, 형법총론, 경찰승진연구회, 2005. ISBN 9788988777886
- 조현욱, 형법총론강의, 진원사, 2008 ISBN 9788990904621
- 손동권, 형법총론, 栗谷出版社, 2011. ISBN 9788991830936